# Fort van Oelegem

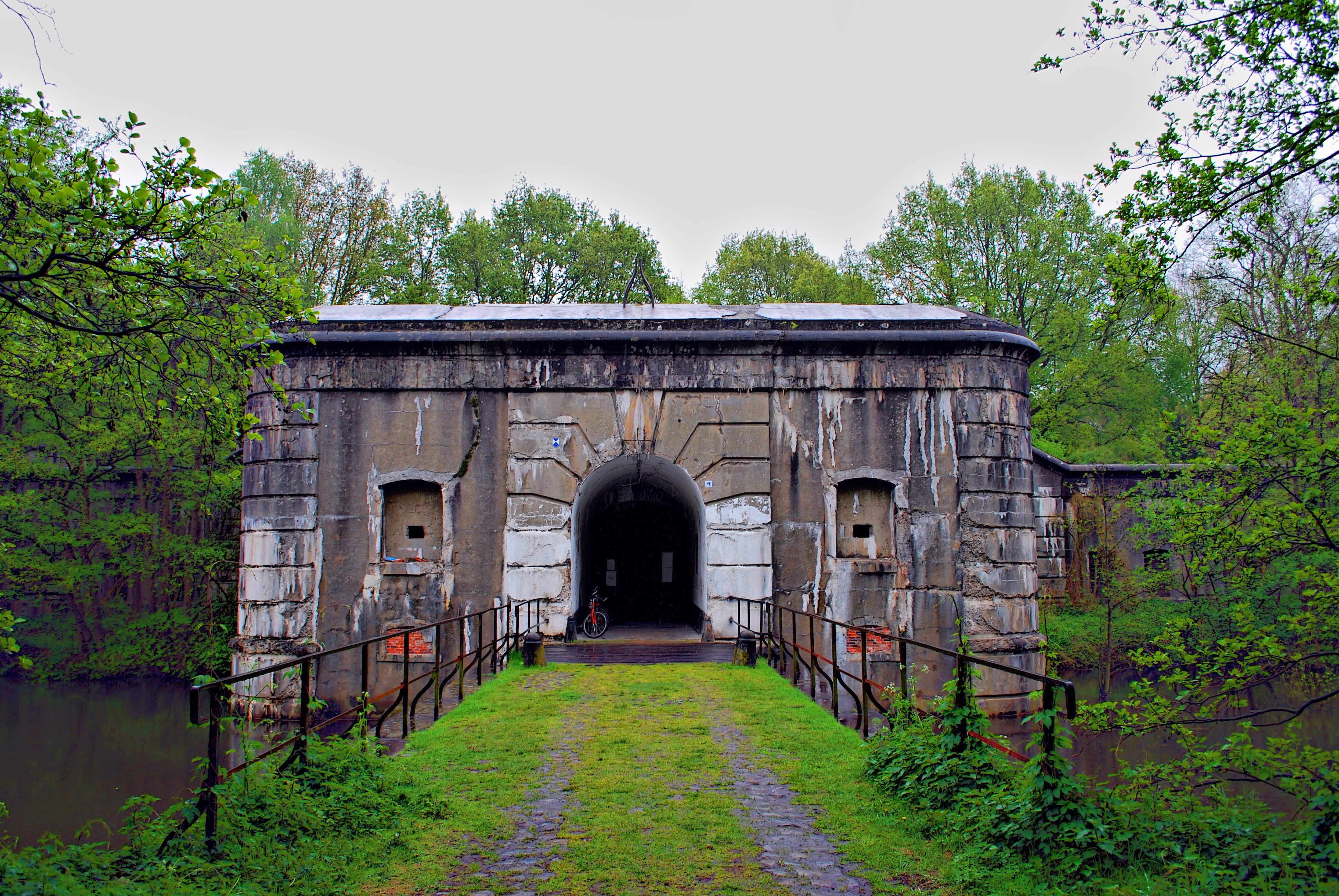
Fort van Oelegem

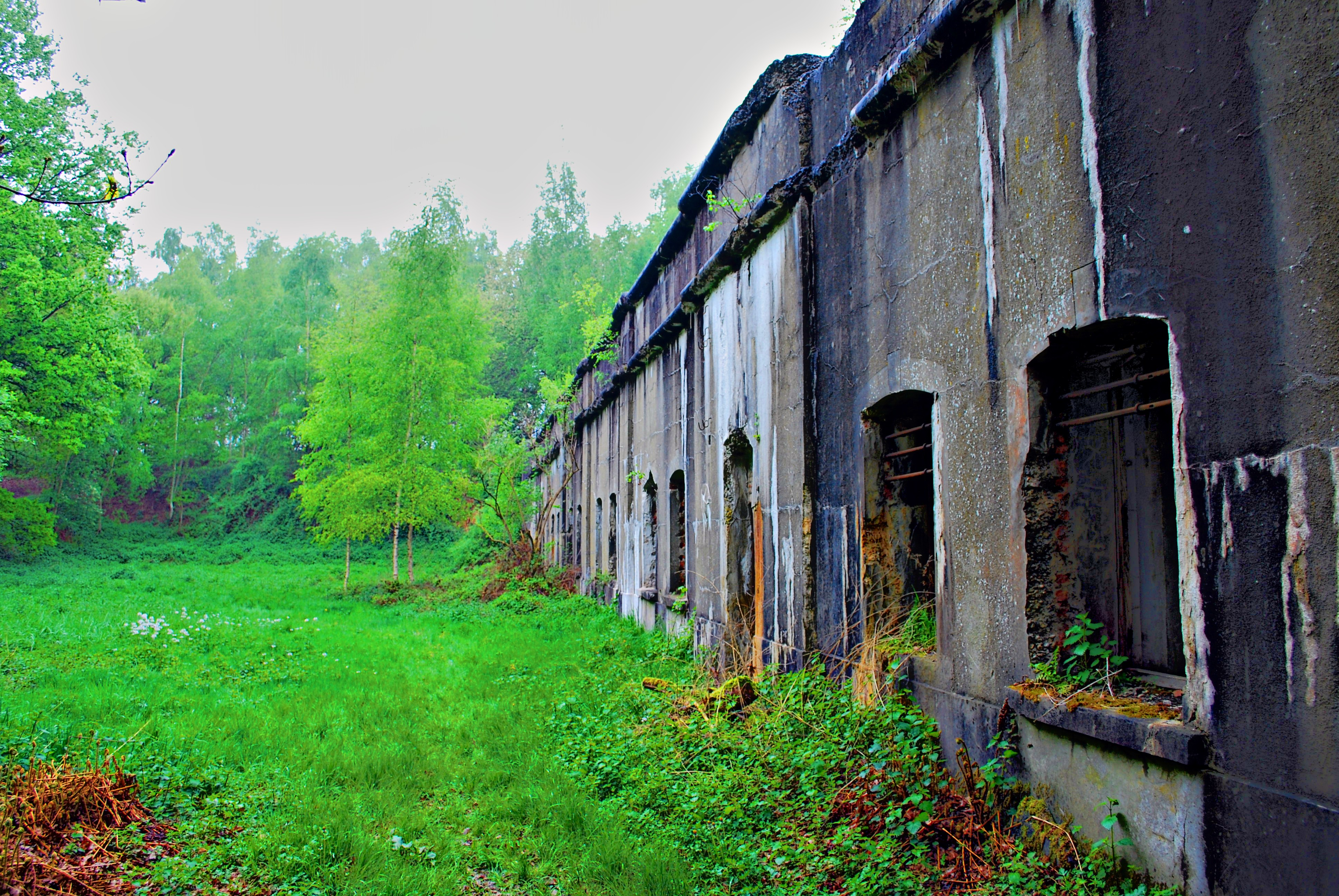
Fort van Oelegem

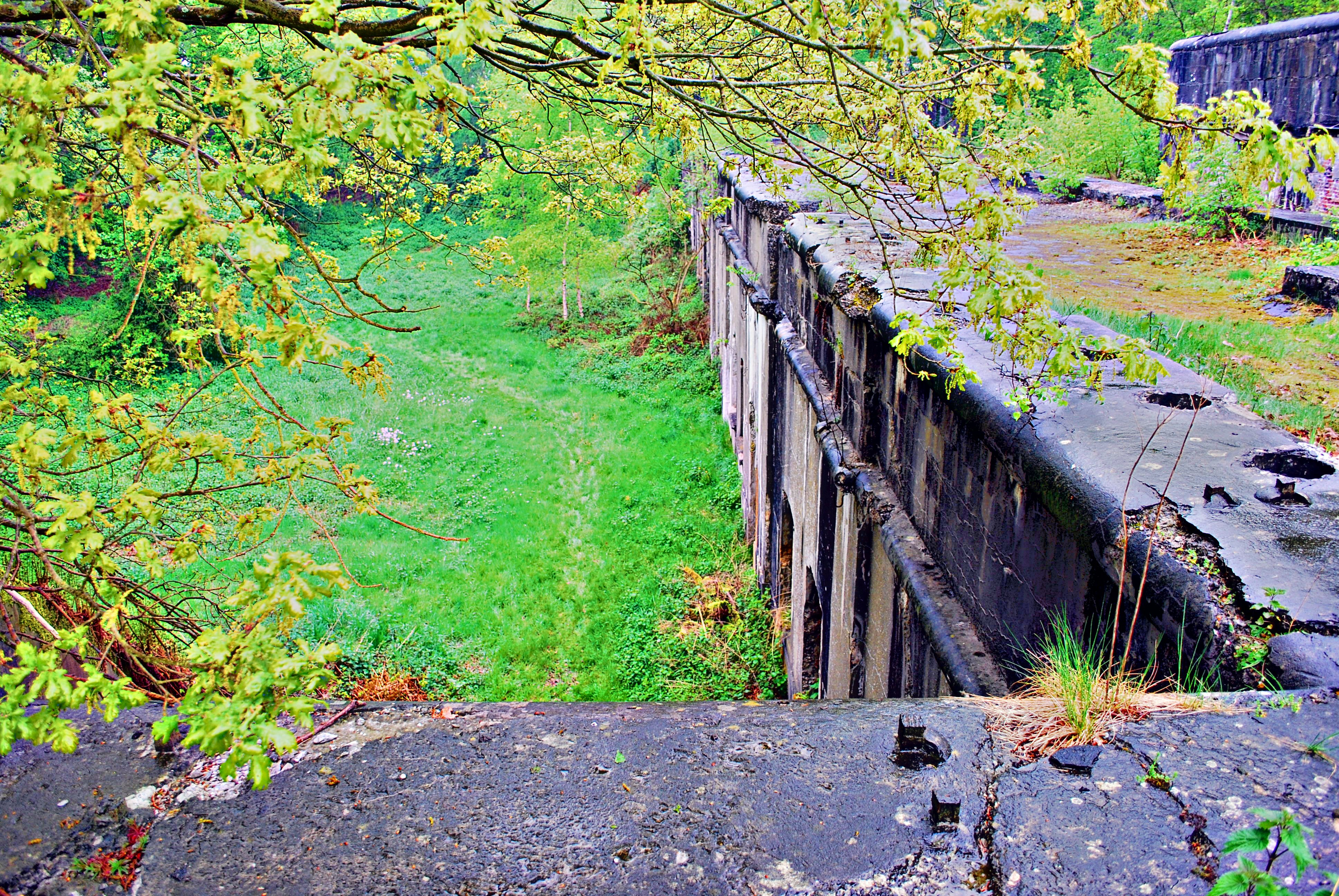
Fort van Oelegem

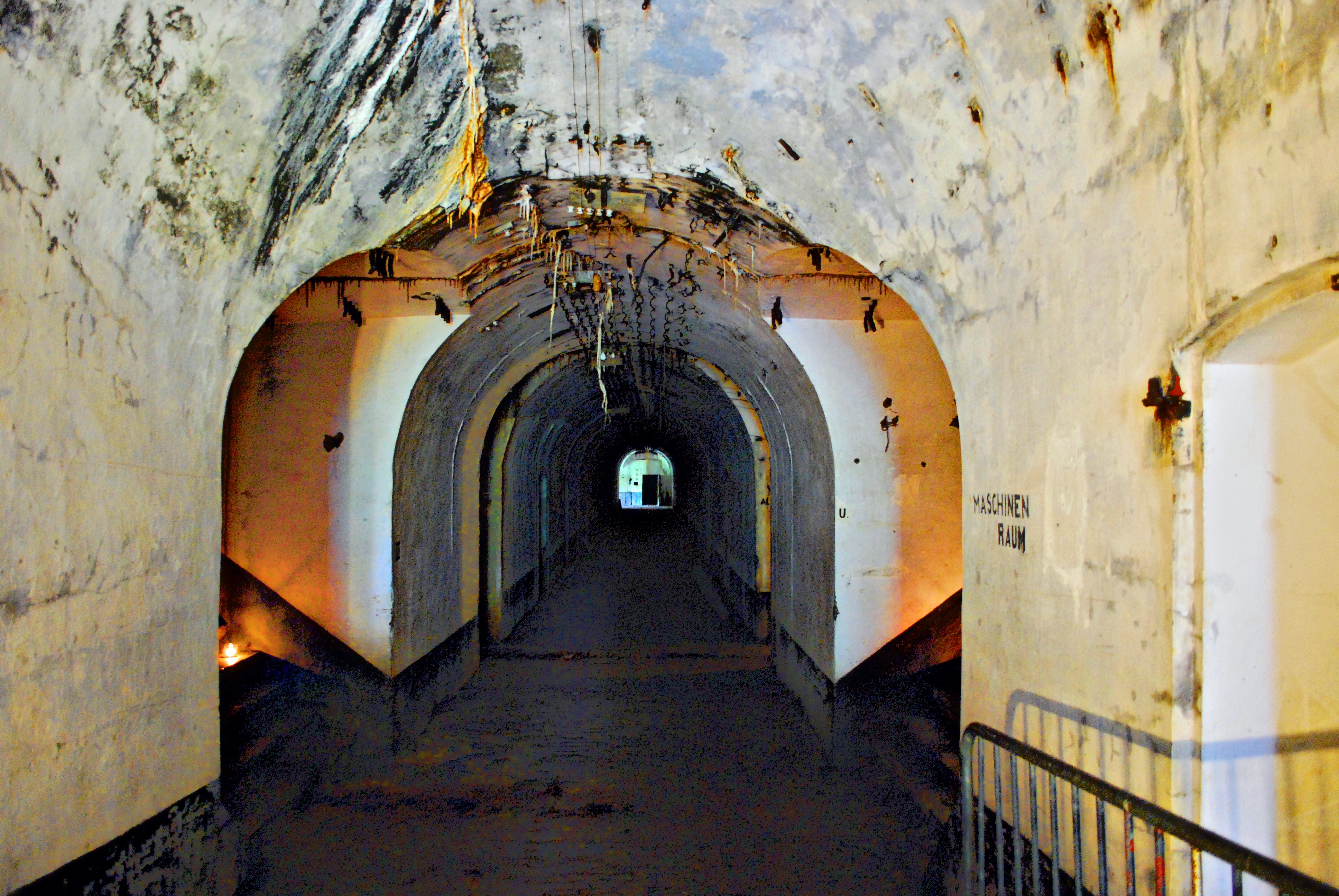
Fort van Oelegem

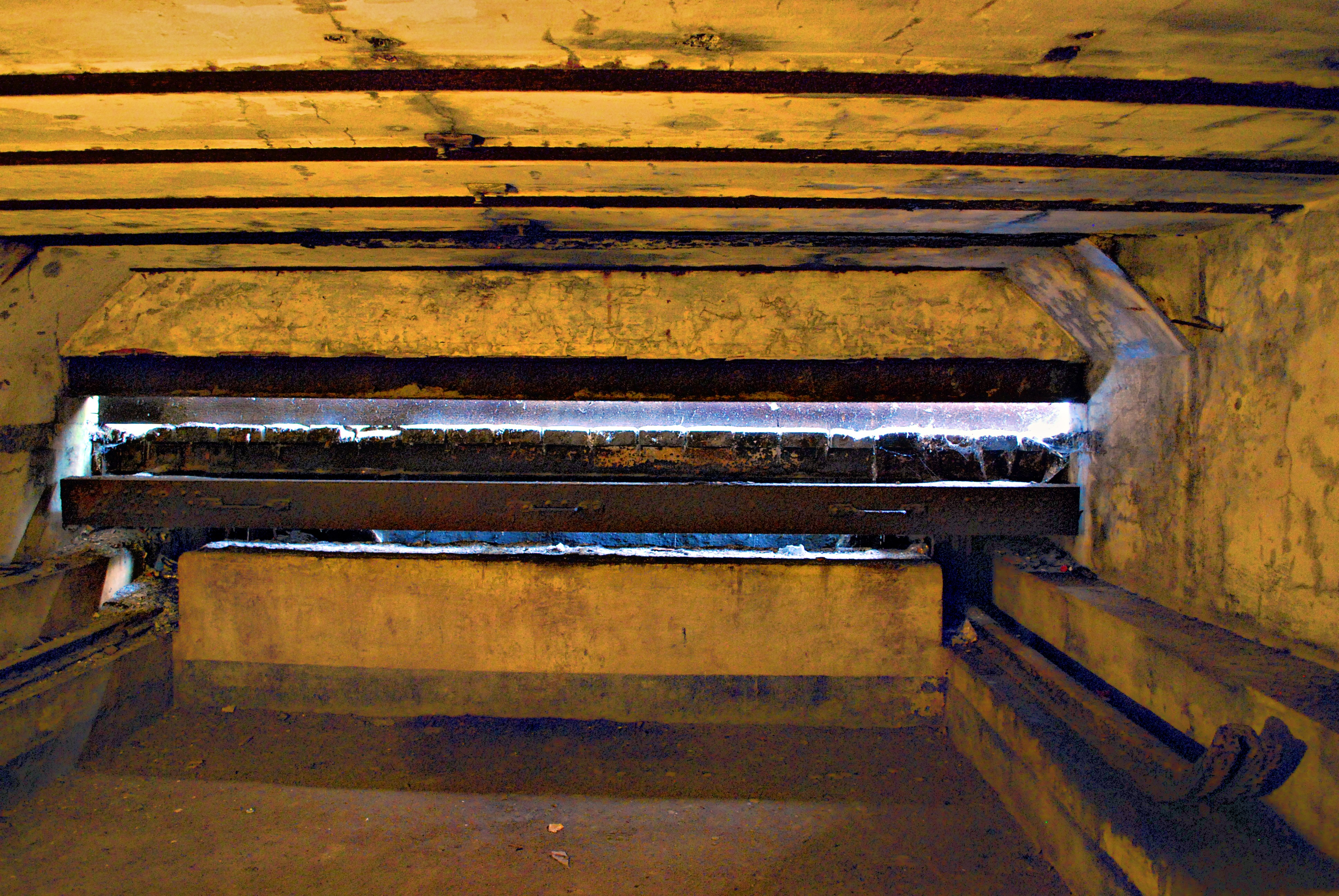
Fort van Oelegem

Het fort van Oelegem maakt deel uit van de Stelling van Antwerpen. Het plaatsje Oelegem is een onderdeel van de gemeente Ranst in de Belgische provincie Antwerpen.

## Geschiedenis
Tot de Stelling van Antwerpen was besloten door de keuze voor Antwerpen als Nationaal Reduit in 1859. Het idee hierachter was dat Antwerpen het meest geschikt was als laatste verschansing tot de hulp van bondgenoten zou kunnen arriveren. Het Nationaal Reduit zou bestaan uit: een belegeringsomwalling, een fortengordel en onderwaterzettingen. De fortengordel zou bestaan uit een achttal Brialmontforten (gebouwd in 1859) in een 18 km lange gordel van Wijnegem tot Hoboken. Na de Frans-Duitse oorlog van 1870 werd aanvankelijk besloten tot de bouw van drie bruggenhoofdforten en vervolgens tot de bouw van een buitenlinie, die aangepast was aan modernere wapens. Dit laatste plan werd bekrachtigd per wet van 30 maart 1906. Deze Hoofdweerstandstelling omvatte op de rechteroever 16 forten en 10 schansen en op de linkeroever 5 forten en 2 schansen. Na onteigening van de gronden werd de bouw van het fort toegewezen op 27 februari 1909 en diende uiterlijk 1 juli 1912 te zijn voltooid. Aan het begin van de Eerste Wereldoorlog was het fort echter nog ver van operationeel. Zo was er geen munitie voorhanden.

## Fort
Het fort van Oelegem heeft een trapeziumvormige opbouw omringd door een 40-50 m brede gracht. Het oppervlak bedroeg ca. 20 hectare. Het fort is een zogenaamd eerste orde fort (evenals Koningkshooikt) met een hogere bewapening en vuurkracht dan de tweede orde forten (zoals Breendonk, Broechem, Ertbrand, e.a.). Het fort is gebouwd uit ongewapend beton en moest bestand zijn tegen 21 cm kaliber. Gekozen werd voor ongewapend beton doordat men op grond van onjuiste interpretatie van testen werd aangenomen dat gewapend beton niet beter was. Na de belegering van Port Arthur in 1905 werd de betonsamenstelling aangepast door een hoger cementgehalte om weerstand te kunnen bieden aan 28 cm geschut. Kort voor de Eerste Wereldoorlog ontwikkelden de Duitsers echter geschut waartegen het ongewapend beton onvoldoende weerstand bood. Dat was de 30,5 cm Motor-Mðrser M1 afkomstig van Skoda in Oostenrijk. Die had een voor die tijd zeer hoge doorboring en was gemakkelijk via tractoren te vervoeren. Daarnaast ontwikkelde Krupp een 42 cm mortier (Dikke Bertha) dat een projectiel van 1000 kg 9 km ver kon schieten.

## Bewapening
De bewapening van het fort van Oelegem voor de grote afstand bestond uit twee koepels met twee 15.5 cm kanonnen, twee koepels voor een 12 cm houwitsers, vier of zes koepels voor een 7,5 cm kanon, twee waarnemingsklokken. Daarnaast was er nog een grachtverdediging van zestien 5,7 cm snelvuurkanonnen en een zogenaamd groot-flankement, dat wil zeggen onderhoudsvuur tussen de forten (twee 7,5 cm en twee 12 cm kanonnen).

## Inzet
Het fort van Oelegem telde ca. 450 manschappen onder bevel van commandant Paul Lannoy. Deze was pas op 26 september 1914 benoemd en had het bevel over het fort tot de overgave van de vesting Antwerpen op 10 oktober 1914. Het fort kwam in actie op 5 oktober 1914 met een beschieting van Fort Kessel. In de daaropvolgende dagen werd onder meer geschoten op de forten Kessel en Broechem en de dorpen Nijlen en Ranst. Bij een verkenningstocht sneuvelde een militair. Beschieting en uitschakeling van de forten Walem en Sint-Katelijne-Waver leidde tot het verlies van de Vesting Antwerpen.
Tussen de twee wereldoorlogen werd een aantal aanpassingen doorgevoerd. Zo werd de bewapening vervangen en werden aanpassingen aan ventilatie en nooduitgangen doorgevoerd. De belangrijkste maatregel was de aanleg van het Antitankkanaal.
In de Tweede Wereldoorlog heeft het fort geen actie gevoerd. Tijdens de Duitse bezetting werd het gebruikt als opslagplaats. Na de bevrijding werd het fort door de Amerikanen als luchtverdedigingscentrum gebruikt tegen V1-raketten afgeschoten uit Nederland.

## Heden
Het is nu in privébezit en wordt beheerd door de werkgroep Fort Oelegem (WGFO) van Natuur2000. Het fort doet dienst als overwinteringsreservaat voor vleermuizen. Blijkens tellingen begin 2019 overwinteren er ca. 1500 exemplaren van een tiental soorten. Het fort is sinds 2014 het grootste vleermuizenoverwinteringsreservaat van Vlaanderen. Voor enkele bedreigde soorten zoals de franjestaart is Fort Oelegem al jaren de belangrijkste overwinteringsplaats.
In de zomermaanden is het fort op sommige dagen c.q. vleermuisavonden en op afspraak toegankelijk. De jaarlijkse opendeurdag vindt steeds plaats op de laatste zondag van april.